# Orthetrum chrysis
Orthetrum chrysis е вид водно конче от семейство Libellulidae. Видът не е застрашен от изчезване.

## Разпространение
Разпространен е в Бруней, Виетнам, Индия (Гоа, Карнатака, Керала и Тамил Наду), Индонезия (Калимантан, Малки Зондски острови, Суматра и Ява), Китай (Гуандун, Гуанси и Хайнан), Лаос, Малайзия (Западна Малайзия, Сабах и Саравак), Мианмар, Сингапур, Тайланд, Филипини, Хонконг и Шри Ланка.